# کلاوس بونهوفر
کلاوس بونهوفر (آلمانی: Klaus Bonhoeffer؛ ۵ ژانویهٔ ۱۹۰۱–۲۳ آوریل ۱۹۴۵) کارشناس حقوقی-قضایی و یکی از اعضای گروه مقاومت آلمان علیه نازیسم بود که پس از کودتای ۲۰ ژوئیه و به‌جرم اقدام علیه قتل هیتلر اعدام شد.
وی پس از گذراندن دوران مدرسه در جیمنیزیوم گرونوالد، برای تحصیل در رشتهٔ حقوق به هایدلبرگ رفت و دکترا گرفت. سپس برای تکمیل دانش خود به دانشگاه ژنو و دانشگاه‌هایی در برلین و آمستردام رفت. پس فارغ‌التحصیلی، وی به عنوان مشاور حقوقی دویچه لوفت‌هانزا و همچنین کارگزار حقوقی دولت در دادگاه‌ها مشغول به کار شد.
او در جریان جنگ جهانی دوم به گروه مقاومت آلمان پیوست و از مشارکت‌کنندگان جدی کودتای ۲۰ ژوئیه بود. او در ۱ اکتبر ۱۹۴۴ توسط گشتاپو دستگیر و در ۲۳ آوریل ۱۹۴۵ توسط نیروهای ویژهٔ اداره اصلی امنیت رایش اعدام شد.